# Colorado Rockies (NHL)
A Colorado Rockies 1976 és 1982 között szerepelt az NHL-ben. A csapat a coloradoi Denverben (McNichols Sports Arena) játszott. A Kansas City Scouts jogutódja volt mely 1974 és 1976 között játszott az NHL-ben. A Rockies 1982-ben New Jersey-be költözött és azóta New Jersey Devils néven szerepel.

## Szezonok
| Szezon      | MSz | Gy  | V   | D  | P   | ÜGSz | KGSz | B    | Eredmény               | Rájátszás              |
| 1976–1977   | 80  | 20  | 46  | 14 | 54  | 226  | 307  | 978  | 5. a Smythe divízióban | Nem jutott be          |
| 1977–1978   | 80  | 19  | 40  | 21 | 59  | 257  | 305  | 818  | 2. a Smythe divízióban | Kiesett a Flyers ellen |
| 1978–1979   | 80  | 15  | 53  | 12 | 42  | 210  | 331  | 838  | 4. a Smythe divízióban | Nem jutott be          |
| 1979–1980   | 80  | 19  | 48  | 13 | 51  | 234  | 308  | 1020 | 6. a Smythe divízióban | Nem jutott be          |
| 1980–1981   | 80  | 22  | 45  | 13 | 57  | 258  | 344  | 1418 | 4. a Smythe divízióban | Nem jutott be          |
| 1981–1982   | 80  | 18  | 49  | 13 | 49  | 241  | 362  | 1138 | 4. a Smythe divízióban | Nem jutott be          |
| Összesített | 480 | 113 | 281 | 86 | 312 | 1426 | 1957 | 6210 |                        |                        |

## Csapatkapitányok
- Simon Nolet 1976–1977
- Wilf Paiement 1977–1979
- Gary Croteau 1979–1980
- Mike Christie 1980
- Rene Robert 1980–1981
- Lanny McDonald 1981
- Rob Ramage 1981–1982

## Első körös draftok
- 1976: Paul Gardner (11. helyen)
- 1977: Barry Beck (2. helyen)
- 1978: Mike Gillis (5. helyen)
- 1979: Rob Ramage (1. helyen)
- 1980: Paul Gagne (19. helyen)
- 1981: Joe Cirella (5. helyen)

## Játékos rekordok
- Legtöbb gól a szezonban: Wilf Paiement, 41 (1976–1977)
- Legtöbb assziszt a szezonban: Wilf Paiement, 56 (1977–1978)
- Legtöbb pont a szezonban: Wilf Paiement, 87 (1977–1978)
- Legtöbb büntető perc a szezonban: Rob Ramage, 201 (1981–1982)
- Legtöbb pont a szezonban egy védőtől: Barry Beck, 60 (1977–1978)
- Legtöbb pont a szezonban egy újonctól: Barry Beck, 60 (1977–1978)
- Legtöbb győzelem a szezonban (kapus): Glenn Resch, 16 (1981–1982)